# Clausiliinae
Clausiliinae zijn een onderfamilie van Gastropoda (slakken) uit de familie van de Clausiliidae.

## Taxonomie
De volgende taxa zijn bij de onderfamilie ingedeeld:
- Geslacht Scrobiferoides Neubert, 1996 †
- Tribus Acrotomini H. Nordsieck, 1979
  - Geslacht Acrotoma O. Boettger, 1881
  - Geslacht Akramowskia H. Nordsieck, 1975
  - Geslacht Armenica O. Boettger, 1877
  - Geslacht Inobseratella Lindholm, 1924
  - Geslacht Phrygica H. Nordsieck, 1994
  - Geslacht Roseniella Thiele, 1931
  - Geslacht Scrobifera O. Boettger, 1877
  - Geslacht Sprattia O. Boettger, 1883
- Tribus Baleini A.J. Wagner, 1913
  - Geslacht Alinda H. Adams & A. Adams, 1855
  - Geslacht Balea Gray, 1824
  - Geslacht Laciniaria W. Hartmann, 1842
  - Geslacht Likharevia H. Nordsieck, 1975
  - Geslacht Mentissa H. Adams & A. Adams, 1855
  - Geslacht Mentissella H. Nordsieck, 1973
  - Geslacht Micropontica O. Boettger, 1881
  - Geslacht Mucronaria O. Boettger, 1877
  - Geslacht Quadriplicata O. Boettger, 1878
  - Geslacht Strigillaria Vest, 1867
  - Geslacht Vestia P. Hesse, 1916
- Tribus Boettgeriini H. Nordsieck, 1979
  - Geslacht Boettgeria Heynemann, 1863
  - Geslacht Macroptychia O. Boettger, 1877
  - Geslacht Sabaeola Lindholm, 1925
- Tribus Clausiliini Gray, 1855
  - Geslacht Canalicia O. Boettger, 1863 †
  - Geslacht Clausilia Draparnaud, 1805
  - Geslacht Erjavecia Brusina, 1870
  - Geslacht Fusulus Fitzinger, 1833
  - Geslacht Hollabrunnella H. Nordsieck, 2007 †
  - Geslacht Julica H. Nordsieck, 1963
  - Geslacht Macrogastra W. Hartmann, 1841
  - Geslacht Micridyla H. Nordsieck, 1973
  - Geslacht Parafusulus H. Nordsieck, 2007 †
  - Geslacht Pliodiptychia H. Nordsieck, 1978 †
  - Geslacht Pseudidyla O. Boettger, 1877
  - Geslacht Pseudofusulus H. Nordsieck, 1977
  - Geslacht Ruthenica Lindholm, 1924
  - Geslacht Trolliella H. Nordsieck, 1981 †
- Tribus Emarginariini H. Nordsieck, 2007 †
  - Geslacht Emarginaria O. Boettger, 1877 †
- Tribus Euxinellini Neubert, 2002
  - Geslacht Euxinella H. Nordsieck, 1973
- Tribus Filosini H. Nordsieck, 1979
  - Geslacht Filosa O. Boettger, 1877
  - Geslacht Idyla H. Adams & A. Adams, 1855
- Tribus Graciliariini H. Nordsieck, 1979
  - Geslacht Graciliaria Bielz, 1867
  - Geslacht Truciella H. Nordsieck, 1978 †
- Tribus Mentissoideini Lindholm, 1924
  - Geslacht Elia H. Adams & A. Adams, 1855
  - Geslacht Euxina O. Boettger, 1877
  - Geslacht Euxinastra O. Boettger, 1888
  - Geslacht Galeata O. Boettger, 1877
  - Geslacht Mentissoidea O. Boettger, 1877
- Tribus Olympicolini Neubert, 2002
  - Geslacht Olympicola P. Hesse, 1916
- Tribus Strigileuxinini H. Nordsieck, 1994
  - Geslacht Bitorquata O. Boettger, 1877
  - Geslacht Strigileuxina H. Nordsieck, 1975
  - Geslacht Sumelia Neubert, 1995
- Tribus Strumosini H. Nordsieck, 1994
  - Geslacht Strumosa O. Boettger, 1877